# Уэлдон, Дэн
Дэниэл «Дэн» Клайв Уэлдон (англ. Daniel Clive "Dan" Wheldon; 22 июня 1978, Эмбертон, Великобритания — 16 октября 2011, Кларк, США) — британский автогонщик.
- Чемпион IRL IndyCar 2005 года.
- 2-кратный победитель 500 миль Индианаполиса (2005 и 2011).

## Общая информация
В 2008 году Дэн женился на канадке Сьюзи Бём — своей многолетней помощнице по ведению дел на трассе и вне её. Пара обосновалась в США — в городе Сент-Питерсберг, штат Флорида.
В феврале 2009 года у супругов родился первый сын, а в марте 2011 — второй.

## Спортивная карьера

### Ранние годы
Бакингемширец, как и многие автогонщики того периода, начал карьеру с картинговых соревнований. В данном классе Уэлдон небезуспешно гонялся с 1987 по 1995 год. За это время Дэну несколько раз покорялся национальный чемпионат среди кадетов, в 1995 году Уэлдон стал обладателем кубка мира в классе Формула-А, а также занял четвёртое место на чемпионате Европы в этой же категории.
С 1996 года британец сосредотачивается на гонках на машинах с открытыми колёсами, но не забывает и картинг — с 2004 года он регулярно стартует в достаточно крупных и известных соревнованиях этой категории.

### 1996—2001

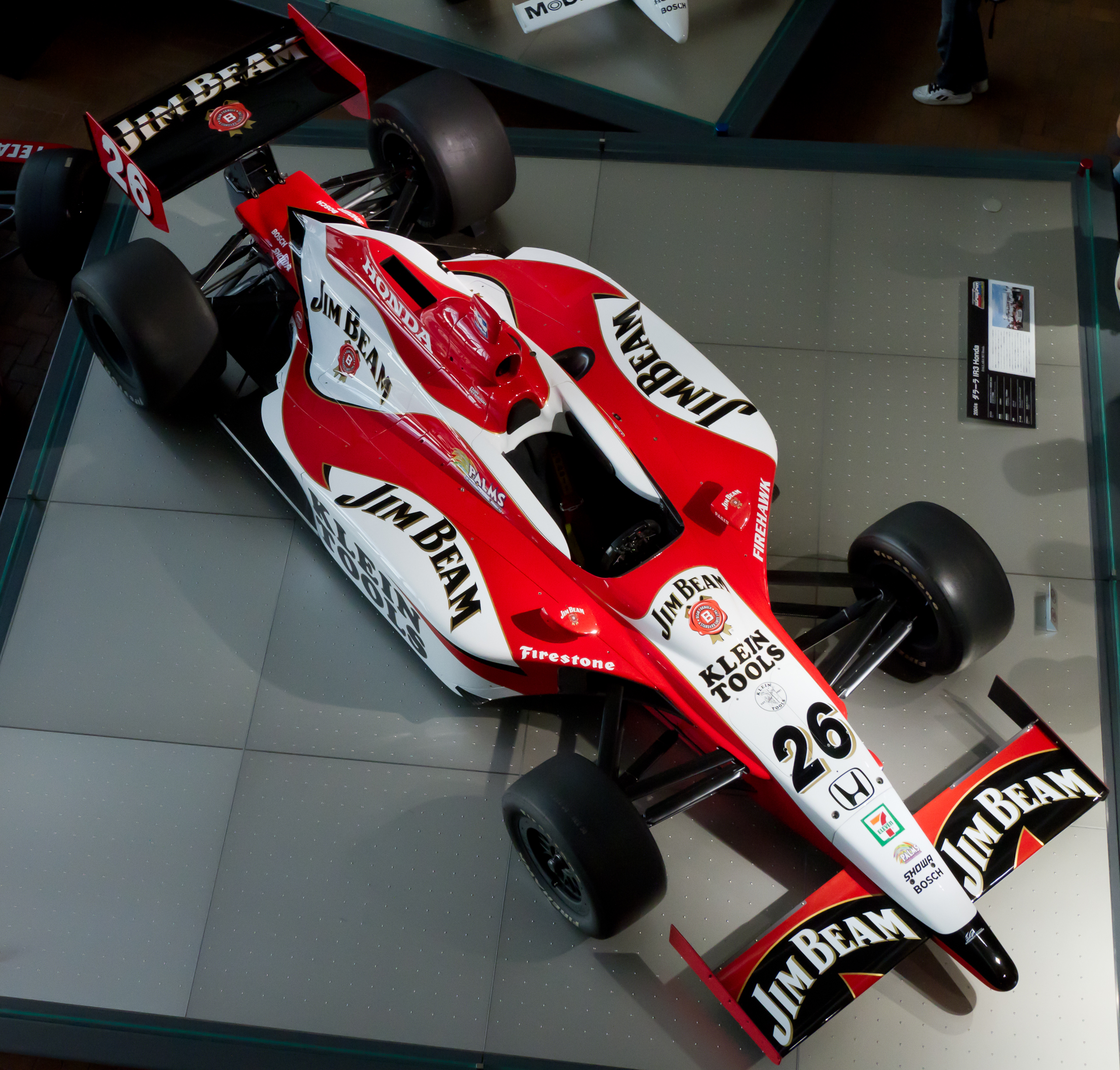
Dallara Уэлдона образца 2004 года.

Карьера в более крупных соревнованиях стартует с мелких формулических классов. В 1996-98 годах Дэн проводит несколько вполне успешных сезонов в чемпионатах под эгидой Vauxhall Motors и Ford. Несмотря на множество призовых мест и побед на этапах этих первенств Уэлдон так и не смог сделать шаг на следующую ступеньку иерархии европейского автоспорта — сторонних спонсоров так и не заинтересовал молодой английский талант, а денег семьи на достаточно дорогую Формулу-3 не хватало.
Перед гонщиком встал выбор — либо завершить карьеру, либо пересмотреть свои взгляды на дальнейшие выступления. Дэн выбрал второй вариант, отправившись покорять североамериканский гоночный мир. Первым шагом стало участие в чемпионате американской Формулы-2000. Уэлдон быстро обжился в серии и уже в первый год смог завоевать чемпионский титул. Выбор оказался оправдан и в дальнейшем: проблемы со спонсорами уже не носили глобального характера и каждый раз британец находил приемлемый вариант продолжения своей карьеры.
В 2000-м Дэн переходит в серию CART Toyota Atlantic, где сходу оказывается очень быстр. По итогам сезона, выиграв четыре квалификации и две гонки Уэлдон набирает 159 очков и завоёвывает звание вице-чемпиона серии, проиграв лишь Бадди Райсу. Через год британец перебирается в серию Indy Lights, заняв место в кокпите болида чемпионской команды PacWest Lights. И здесь Уэлдон быстро доказывает свою скорость и возможность стабильно финишировать в лидирующей группе. В 12 гонках сезона Дэн 9 раз финиширует в Top5 и одерживает две победы. Набранных по итогам года 149 очков хватает на очередное вице-чемпионское звание.

### 2002—2005
Следующий этап в карьере англичанина начинается в конце 2002 года, когда он находит спонсорский бюджет на участие в двух гонках серии IRL IndyCar за рулём болида команды Panther Racing. Несмотря на то, что организация в тот момент больше работала со своим первым пилотом Сэмом Хорнишом, Дэн смог быстро приспособиться к болиду и показал вполне достойные для новичка 10-е и 15-е места в двух дебютных гонках.
В 2003 году Уэлдон получает от судьбы огромный подарок: поначалу так и не найдя места в серии на полном расписании он наблюдает первые гонки сезона лишь как зритель, но перед третьим этапом сезона в Японии всё вдруг резко меняется: сильный дебютант IRL IndyCar команда Andretti Green Racing внезапно теряет одного из своих боевых гонщиков — шотландца Дарио Франкитти. На освободившуюся вакансию владелец команды Майкл Андретти после недолгих поисков приглашает как раз Уэлдона. Дэн сполна использует свой шанс и вскоре англичанин становится не просто «пилотом-на-замену», а полноценным членом гоночного коллектива. Серия из стабильных финишей в последней трети сезона позволяет Уэлдону вскарабкаться на 11-е место в общем зачёте и завоевать титул новичка года.
Следующие два сезона семейство Андретти множество раз убеждается в правильности своего выбора — Дэн регулярно борется на равных с лучшими пилотами серии и всё чаще их опережает. И если в 2004 году на пути британца к чемпионскому титулу всё же становится его сокомандник Тони Канаан, то через год его уже не смог остановить никто. Триумф в сезоне-2005 получается абсолютным: в мае Уэлдону также покоряется Indy 500.

### 2006—2008

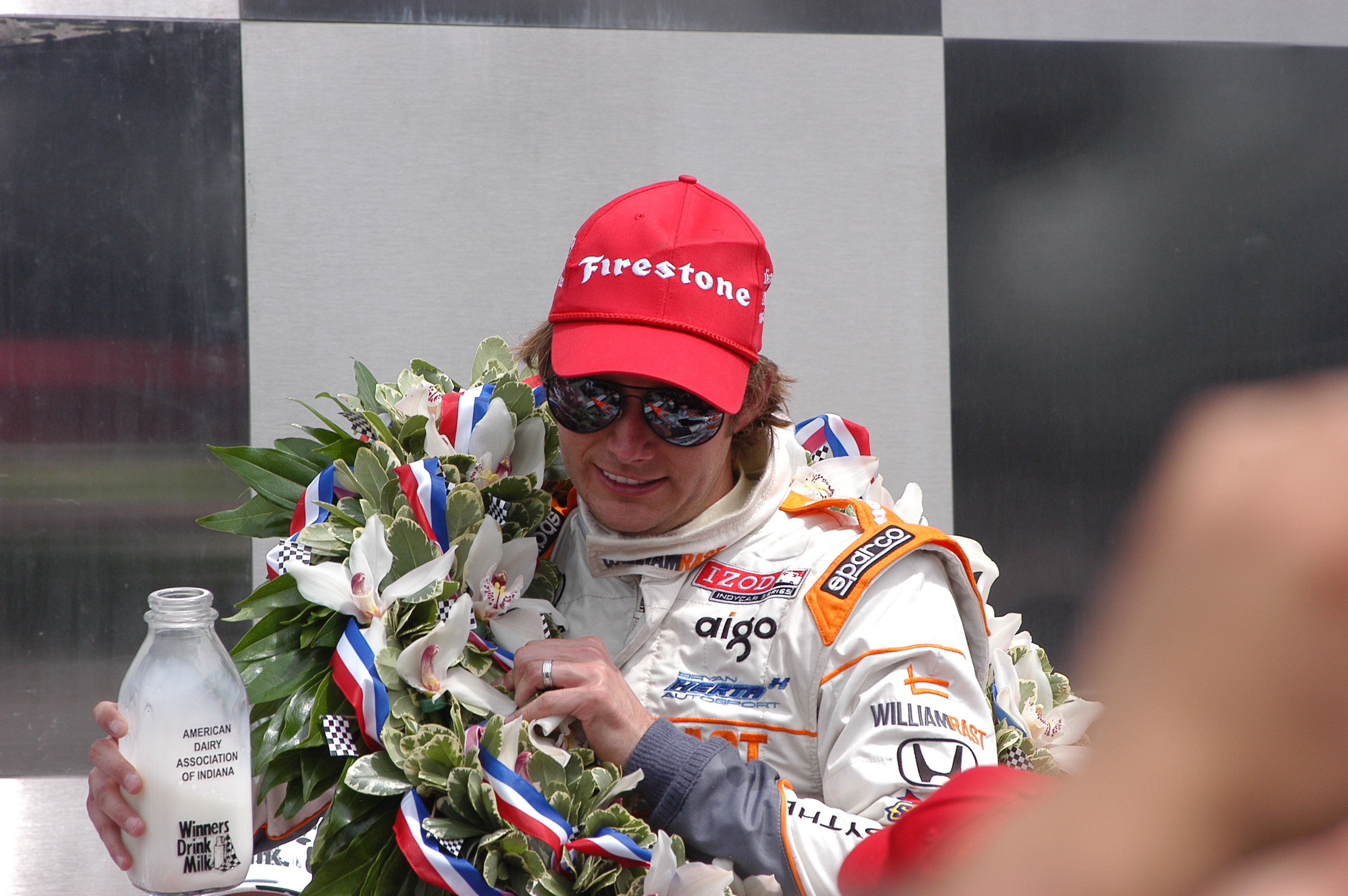
Дэн Уэлдон c победным молоком на Инди-500 в 2011 году

В 2006 году Дэн принимает новый вызов, перебираясь в погрязший в собственных проблемах коллектив Чипа Ганасси. Британец в паре с новозеландцем Скоттом Диксоном быстро находят взаимопонимание и совместными усилиями возвращают команду на былой чемпионский уровень. Уэлдон под конец сезона вновь борется за чемпионский титул, но уступает его по дополнительным показателям своему бывшему партнёру по Panther Racing Сэму Хорнишу.
С сезона-2007 у британца начинается спад результатов в гонках серии. Одним из ключевых факторов, способствовавших этому неприятному событию становится пересмотр руководством IRL IndyCar принципов формирования календаря — гонки по трассам овального типа всё больше вытесняются из календаря соревнованиями на дорожных и городских треках.
Однако это никах не повлияло бы на место англичанина в команде если бы на трассах нового для серии типа не оказался очень быстр и сверхстабилен партнёр Уэлдона по команде — Скотт Диксон. Новозеландец вступает в лучший период своей карьеры и британец показывает всё более слабые результаты на его фоне. В 2007-08 годах он хоть и заканчивает чемпионат на четвёртых позициях, но уступает оба раза Диксону более сотни очков. Накануне сезона-2008 Чип делает Уэлдону вполне явное предупреждение с предложением попытаться улучшить спортивные результаты, пригласив в сателлитную команду в сериях NASCAR Дарио Франкитти. Заметных изменений не происходит и накануне выставочного этапа в Австралии осенью 2008 года с Дэном расстаются.

### 2009—2011
На этом карьера британца в серии не заканчивается: его с радостью принимает обратно хорошо ему знакомый коллектив Panther Racing.
Крепкий середняк серии не может ему предоставить все условия для борьбы за чемпионский титул, но время от времени Уэлдон показывает грани своего гоночного таланта — то там, то здесь навязывая лидерам борьбу за победы. Как и в былые годы чаще всего это происходит на трассах овального типа: например Дэн дважды финиширует вторым в Indy 500.
Накануне сезона-2011 англичанину вновь приходится искать себе новое место: по финансовым соображениям место Уэлдона в болиде Panther занимает американец Джей-Ар Хильдебранд.
Врочем, Дэн не долго остаётся без работы: перед Indy 500 Брайан Херта предлагает ему место в кокпите своей машины. Британец соглашается и не зря: успешно пройдя квалификацию и избежав всех аварий по ходу гонки Уэлдон на последних кругах прорывается на второе место, а в ходе заключительного круга разбивает свою машину лидер заезда — всё тот же Хильдебранд — и Дэн нежданно-негаданно оказывается на аллее победы с бутылкой молока.
В дальнейшем англичанин вновь берёт паузу в выступлениях, ища себе место боевого пилота. Попытки увенчались успехом перед двумя заключительными этапами сезона: коллектив Сэма Шмидта предлагает Уэлдону место канадца Алекса Тальяни. Также появляются слухи, что Майкл Андретти ведёт с Дэном переговоры относительно возвращения в свою команду. Перед финальном этапом стороны уточняли последние детали контракта на 2012 год.
Британец возвращается за руль на гонке в Кентукки, проводя разминочный этап перед чемпионатом мира, разыгрываемым на последнем этапе серии.

### Гибель

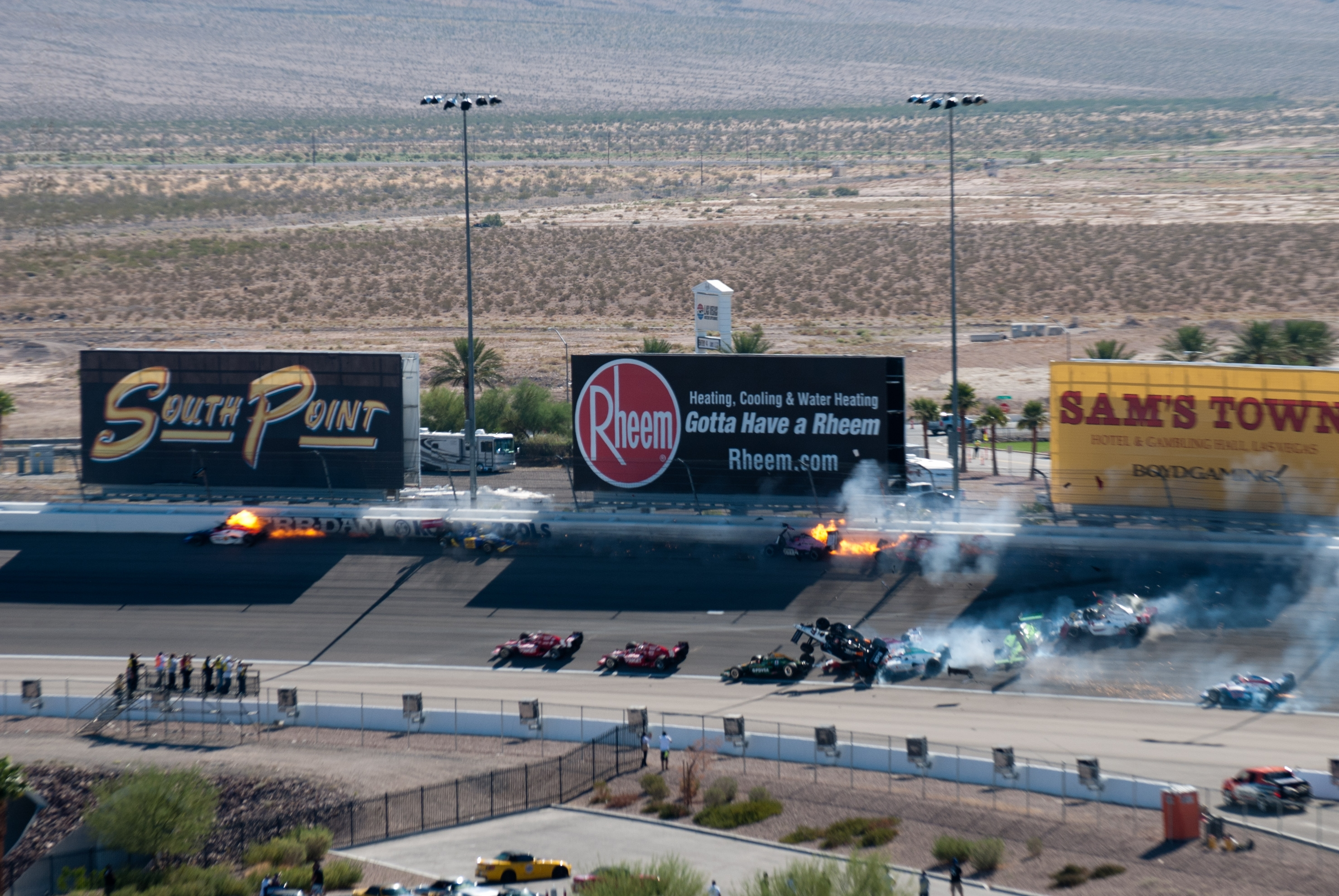
Фотография катастрофы. На снимке, сделанным за несколько секунд до фатального столкновения автомобиля с ограждением, видно как машина Уэлдона (черно-белая) взлетает столкнувшись с другой

Фатальную для Дэна гонку принимал дебютирующий в календаре 1,5-мильный овал Las Vegas Motor Speedway.
Авария произошла на 12-м круге: борьба между Джеймсом Хинчклиффомом и Уэйдом Каннингемом привела к развороту новозеландца. На Dallara Уэйда наскочил Джей-Ар Хильдебранд. Замедляясь, пилоты пытались объехать аварию, при этом произошёл ряд инцидентов. Многочисленные контакты быстро образовали на трассе груду искорёженной техники: пострадало 15 машин, в том числе вице-лидер общего зачёта серии Уилл Пауэр. Одним из пилотов, попавших в эту аварию, был и Дэн, двигавшийся в задних рядах: наехав на одну из машин соперников, его болид взлетел в воздух, по касательной ударился о сетку, ограждавшую внешнюю сторону овала, после чего упал обратно на полотно трассы. При ударе о столб, к которому была прикреплена сетка, разрушилась дуга безопасности болида; гонщик получил тяжелую черепно-мозговую травму.
Бригада спасателей оперативно помогла всем пилотам, пострадавшим в аварии; Уэлдон после первичного осмотра был немедленно доставлен вертолётом в ближайшую клинику. Вскоре оттуда пришла новость, что врачам не удалось спасти жизнь англичанина.
Гибель Уэлдона стала первым смертельным случаем на этапах IRL IndyCar с 2006 года, когда на предгоночной тренировке разбился Пол Дана..
Спустя некоторое время было объявлено, что следующая модификация шасси для серии будет названа в честь Дэна (DW12), участвовавшего в её разработке и тестировании.

## Статистика результатов

### Сводная таблица
| 1996 | Британская Ф-Vauxhall Junior | н/д                                           | н/д | н/д | н/д | н/д | 117 | 2-й   |
| 1996 | Британская Ф-Vauxhall        | н/д                                           | н/д | н/д | н/д | 3   | н/д | 2-й   |
| 1997 | Британская Ф-Форд            | Andy Welch Racing                             | н/д | н/д | н/д | н/д | 75  | 4-й   |
| 1997 | ЧЕ Ф-Форд                    | Andy Welch Racing                             | н/д | н/д | н/д | н/д | н/д | 4-й   |
| 1998 | Британская Ф-Форд            | Duckhams                                      | н/д | н/д | н/д | н/д | 104 | 3-й   |
| 1998 | ЧЕ Ф-Форд                    | н/д                                           | н/д | н/д | н/д | н/д | н/д | 3-й   |
| 1998 | Фестиваль Ф-Форд             | н/д                                           | н/д | н/д | н/д | н/д |     | 2-й   |
| 1999 | Американская Ф-2000          | Jayhard/Primus Racing                         | 14  | 5   | 0   | 6   | 315 | 1-й   |
| 2000 | CART Toyota Atlantic         | Jayhard / BG Products                         | 12  | 4   | 1   | 2   | 159 | 2-й   |
| 2001 | CART IndyLights              | PacWest Lights                                | 12  | 0   | 1   | 2   | 149 | 2-й   |
| 2002 | IRL IndyCar                  | Panther Racing                                | 2   | 0   | 0   | 0   | 35  | 36-й  |
| 2003 | IRL IndyCar                  | Andretti Green Racing                         | 14  | 0   | 0   | 0   | 312 | 11-й  |
| 2004 | IRL IndyCar                  | Andretti Green Racing                         | 15  | 2   | 2   | 3   | 533 | 2-й   |
| 2005 | IRL IndyCar                  | Andretti Green Racing                         | 17  | 0   | 2   | 6   | 628 | 1-й   |
| 2005 | RSCS                         | Howard Boss Motorsports                       | 1   | 0   | н/д | 0   | 15  | 112-й |
| 2006 | IRL IndyCar                  | Chip Ganassi Racing                           | 14  | 2   | 2   | 2   | 475 | 2-й   |
| 2006 | RSCS                         | Chip Ganassi Racing                           | 1   | 0   | н/д | 0   | 35  | 82-й  |
| 2007 | IRL IndyCar                  | Chip Ganassi Racing                           | 17  | 1   | 6   | 2   | 466 | 4-й   |
| 2007 | RSCS                         | Chip Ganassi Racing                           | 1   | 0   | н/д | 0   | 10  | 75-й  |
| 2008 | IRL IndyCar                  | Chip Ganassi Racing                           | 17  | 0   | 1   | 2   | 492 | 4-й   |
| 2008 | RSCS                         | Chip Ganassi Racing                           | 1   | 0   | 0   | 0   | 13  | 85-й  |
| 2009 | IRL IndyCar                  | Panther Racing                                | 17  | 0   | 0   | 0   | 354 | 10-й  |
| 2010 | IRL IndyCar                  | Panther Racing                                | 17  | 0   | 0   | 0   | 388 | 9-й   |
| 2011 | IRL IndyCar                  | Bryan Herta Autosport Sam Schmidt Motorsports | 3   | 0   | 0   | 1   | 75  | 28-й  |

### Гонки «чампкаров»

#### IndyCar
| 2002 | Panther                          | -      | -      | -      | -      | -      | -      | -      | -      | -      | -      | -      | -      | -      | CHI 10 | TXS 15 |        |        |          | 35  | 36-й |
| 2003 | Andretti Green                   | -      | -      | MOT 7  | IND 19 | TXS 20 | PPI 19 | RIR 8  | KAN 21 | NSH 4  | MIS 20 | STL 5  | KTY 8  | NZR 7  | CHI 4  | FON 4  | TX2 3  |        |          | 312 | 11-й |
| 2004 | Andretti Green                   | HMS 3  | PHX 3  | MOT 1  | IND 3  | TXS 13 | RIR 1  | KAN 9  | NSH 13 | MIL 18 | MIS 3  | KTY 3  | PPI 3  | NZR 1  | CHI 4  | FON 3  | TX2 3  |        |          | 533 | 2    |
| 2005 | Andretti Green                   | HMS 1  | PHX 6  | STP 1  | MOT 1  | IND 1  | TXS 6  | RIR 5  | KAN 2  | NSH 21 | MIL 5  | MIS 2  | KTY 3  | PPI 1  | SNM 18 | CHI 1  | WGL 5  | FON 6  |          | 618 | 1    |
| 2006 | Ganassi                          | HMS 1  | STP 16 | MOT 2  | IND 4  | WGL 15 | TXS 3  | RIR 9  | KAN 2  | NSH 2  | MIL 8  | MIS 3  | KTY 4  | SNM 6  | CHI 1  |        |        |        |          | 475 | 2    |
| 2007 | Ganassi                          | HMS 1  | STP 9  | MOT 2  | KAN 1  | IND 22 | MIL 3  | TXS 15 | IOW 11 | RIR 3  | WGL 7  | NSH 8  | MDO 10 | MIS 12 | KTY 17 | SNM 7  | DET 3  | CHI 13 |          | 466 | 4-й  |
| 2008 | Ganassi                          | HMS 3  | STP 12 | MOT 4  | -      | KAN 1  | IND 12 | MIL 4  | TXS 4  | IOW 1  | RIR 4  | WGL 24 | NSH 2  | MDO 17 | EDM 7  | KTY 5  | SNM 4  | DET 20 | CHI 6    | 492 | 4-й  |
| 2009 | Panther                          | STP 14 | LBH 5  | KAN 10 | IND 2  | MIL 10 | TXS 7  | IOW 4  | RIR 10 | WGL 10 | TOR 14 | EDM 15 | KTY 11 | MDO 16 | SNM 12 | CHI 22 | MOT 8  | HMS 21 |          | 354 | 10-й |
| 2010 | Panther                          | SAO 5  | STP 20 | ALA 11 | LBH 9  | KAN 15 | IND 2  | TXS 9  | IOW 11 | WGL 6  | TOR 10 | EDM 20 | MDO 14 | SNM 25 | CHI 2  | KTY 3  | MOT 10 | HMS 9  |          | 388 | 9-й  |
| 2011 | Herta / Curb Agajanian / Schmidt | -      | -      | -      | -      | IND 1  | -      | -      | -      | -      | -      | -      | -      | -      | -      | -      | -      | -      | -        | 75  | 28-й |
| 2011 | Schmidt                          | -      | -      | -      | -      | -      | -      | -      | -      | -      | -      | -      | -      | -      | -      | -      | -      | KTY 14 | LVS Отм. | 75  | 28-й |

Жирным выделен старт с поул-позиции. Курсивом — гонка, где показан быстрейший круг.
| Сезоны | Команды | Старты | ПП | Победы | Подиумы | Top10 | Победы в Indy 500 | Титулы   |
| ------ | ------- | ------ | -- | ------ | ------- | ----- | ----------------- | -------- |
| 10     | 5       | 135    | 5  | 16     | 27      | 50    | 2 (2005, 2011)    | 1 (2005) |

#### Результаты в Indy 500
| Год  | Шасси   | Мотор | СП | ФП | Команда        |
| ---- | ------- | ----- | -- | -- | -------------- |
| 2003 | Dallara | Honda | 5  | 19 | Andretti Green |
| 2004 | Dallara | Honda | 2  | 3  | Andretti Green |
| 2005 | Dallara | Honda | 16 | 1  | Andretti Green |
| 2006 | Dallara | Honda | 3  | 4  | Ganassi        |
| 2007 | Dallara | Honda | 6  | 22 | Ganassi        |
| 2008 | Dallara | Honda | 2  | 12 | Ganassi        |
| 2009 | Dallara | Honda | 18 | 2  | Panther        |
| 2010 | Dallara | Honda | 18 | 2  | Panther        |
| 2011 | Dallara | Honda | 6  | 1  | Herta          |